# Fontaine-l'Abbé
Fontaine-l'Abbé is een gemeente in het Franse departement Eure (regio Normandië) en telt 538 inwoners (2004). De plaats maakt deel uit van het arrondissement Bernay.

## Geografie
De oppervlakte van Fontaine-l'Abbé bedraagt 13,1 km², de bevolkingsdichtheid is 41,1 inwoners per km².
De onderstaande kaart toont de ligging van Fontaine-l'Abbé met de belangrijkste infrastructuur en aangrenzende gemeenten.

## Demografie
Onderstaande figuur toont het verloop van het inwonertal (bron: INSEE-tellingen).